# Karl-Heinz Folz
Karl-Heinz Folz (* 2. Februar 1918 in Kaiserslautern; † 1945, 1957 für tot erklärt) war ein deutscher Fußballspieler, der vom Frühjahr 1936 bis Sommer 1943 für den 1. FC Kaiserslautern und zweimal in der Gauauswahl Südwest aktiv war. Am 31. Dezember 1945 wurde er vermisst gemeldet.

## Leben
Karl-Heinz Folz wurde in Kaiserslautern geboren. Er hat den Beruf des Kaufmannes erlernt und ausgeübt. „Heinz“ Folz durchlief die Jugendabteilung des 1. FCK und nahm mit dem zwei Jahre jüngeren Fritz Walter und Torhüter Werner Michel (TSG Kaiserslautern) im Oktober 1938 an einem Nachwuchslehrgang in Frankfurt unter dem Gautrainer des Südwestens Karl Hohmann teil. Dazu zählte auch ein Testspiel der Kursisten gegen eine Frankfurter Stadtauswahl. Einen Tag danach sagte Hohmann weitsichtig: „Die Pfälzer haben im Lehrgang tadellos eingeschlagen. Dieser Nachwuchs knüpft an die alte Tradition an, die den Pfälzer Fußball früher überall fürchten ließ. Es sind Talente unter den Leuten, die sicher ihren Weg machen werden.“
Folz und Walter absolvierten am 6. November 1938 in einem Jugendvergleichskampf Südwest gegen Baden ihr erstes Repräsentativspiel. Des Weiteren nahmen Folz, Michel und Walter vom 12. bis 18. März 1939 an einem weiteren Lehrgang unter Reichstrainer Sepp Herberger und Hohmann teil. Auch ist ein weiterer Gauauswahleinsatz in der Saarpfalzmannschaft von Folz mit den weiteren FCK-Spielern Willi Hörhammer und Fritz Walter anlässlich des „Gautags am Westwall“ der NSDAP (1./2. Juli 1939) auf dem Betzenberg gegen den 1. FC Nürnberg (7:2) belegt.
Im Frühjahr 1936 debütierte das Nachwuchstalent in der Ligamannschaft des 1. FCK in der Zweitklassigkeit des Bezirks Pfalz, Abteilung West. In der Aufstiegssaison 1936/37 war er bereits mit 14 Ligaeinsätzen und sechs Toren ein wesentlicher Bestandteil der Mannschaft. Da die Betzenbergelf aber umgehend wieder aus der Gauliga Südwest abstieg, feierte er 1938/39 an der Seite des Debütanten Fritz Walter (22 Spiele – 59 Tore) im Bezirk Mittelpfalz den erneuten Aufstieg in die Gauliga. „Heinz“ Folz hatte dazu in 18 Ligaeinsätzen vier Tore erzielt.
Durch seine Einberufung zur Wehrmacht konnte er in den folgenden Kriegsrunden nur sporadisch für seinen Verein auflaufen. Lediglich in der letzten Kriegsrunde 1943/44 konnte er nochmals eine zweistellige Einsatzzahl mit elf Spielen in der Gauliga Westmark für den 1. FCK bestreiten.
Im September 1943 meldete die Sportfachpresse: „Der 1. FCK verfügt in Ernst-Ludwig Drayß und Hans Rihm von Waldhof, sowie dem Sachsen Buchheim über drei Torhüter. Emmerich, Weißenfels und der immer besser werdende Nachwuchsspieler Werner Kohlmeyer bilden die Verteidigung. In der Läuferreihe können die Stammspieler Heinz Jergens und Folz I wieder eingesetzt werden, während im Angriff der Hamburger Franke und der Mühlheimer Monning neben Kräften aus den eigenen Reihen stehen.“
Karl Berndt trainierte im Sommer 1944 eine aus Spielern des VfR, der TSG und des 1. FCK gebildete Kriegssportgemeinschaft. Die Kaiserslauterer Fußballer, unter ihnen Oberfeldwebel „Heinz“ Folz, Karl Janda sowie die Brüder Berndt, waren in Landau stationiert und bestritten in den Reihen der KSG Kaiserslautern zwei Spiele gegen die Standortmannschaft Landau. Danach zerfiel die KSG durch Abkommandierungen.
Sein Bruder Erich (1921–1994) spielte ebenfalls beim FCK. Daher wurde Erich Folz in Publikationen auch als „Folz II“ bezeichnet.